# 지방도 제902호선
지방도 제902호선은 경상북도 청도군 청도읍 초현리 한재치안센터와 청도군 각북면 헐티재를 잇는 경상북도의 지방도이다.

## 연혁
- 2003년 2월 20일 : 노선 폐지 및 '밀양 ~ 각북선'으로 재지정[1]
- 2021년 12월 6일 : 노선명을 '밀양 ~ 각북선'에서 '청도 ~ 각북선'으로 수정, 총 연장을 기존 33.88km에서 30.71km로 변경함.[2]

## 주요 경유지
- 청도군
  - 청도읍 한재치안센터 - 초현리 - 음지리 - 평양리 - 상리 - 밤티재
  - 각남면 밤티재 - 사리 - 상사교 - 하사교 - 초동교 - 신당리 - (신당육교) - 녹명교 - 풍각교
  - 풍각면 풍각교 - 이서삼거리 - 송서리 - 풍각중학교 - 청도전자고등학교 - 풍각우체국 - 풍각초등학교 - 각북교
  - 각북면 각북교 - 우산리 - 삼평리 - 남산교 - 각북면사무소 - 중앙교 - 남산리 - 덕산교 - 금천리 - 오산리 - 헐티재

## 중복 구간
- 청도군 각남면 초동교 남단 ~ (신당육교) : 국가지원지방도 제30호선과 중복

## 도로명
- 청도군 청도읍 한재치안센터 ~ 각남면 (신당육교) : 한재로
- 청도군 각남면 (신당육교) ~ 헐티재 : 헐티로